# The Canyons
The Canyons (bra: Vale do Pecado) é um filme de drama erótico e suspense estadunidense de 2013. O filme é ambientado em Los Angeles e estrelado por Lindsay Lohan e o ator pornô James Deen. Foi lançado em plataformas de vídeo sob demanda, e recebeu um lançamento limitado nos cinemas.

## Elenco
- Lindsay Lohan como Tara
- James Deen como Christian
- Nolan Gerard Funk como Ryan
- Gus Van Sant como Dr. Campbell

## Produção
Braxton Pope, Bret Easton Ellis, e Paul Schrader estavam originalmente envolvidos em um projeto de um filme chamado Bait. Quando o projeto perdeu seu financiamento, os três decidiram que queriam fazer um filme de menor escala. Ellis foi encarregado de escrever o roteiro e Pope sugeriu levantar o dinheiro via Kickstarter. Durante maio e junho de 2012, o filme levantou US$ 159.015, com uma meta de US$ 100, mil. Eles conseguiram arrecadar um total de 250 mil dólares, e os atores eram pagos com 100 dólares por dia.
Em 18 de julho de 2012, foi feito o comunicado de imprensa oficial sobre o filme na página do Facebook de The Canyons. Em 24 de julho de 2012, foi anunciado que a "American Apparel" iria fornecer o figurino ao filme e estava planejando emitir camisetas com logotipo do filme. O primeiro teaser foi lançado no YouTube no dia 16 de junho de 2012. O IndieWire disse que The Canyons era um dos "50 Filmes Indie Que Queremos Ver Em 2013" em janeiro de 2013. Em 2 de agosto de 2013, o rapper Kanye West lançou uma nova versão do trailer; ele trabalhou com Nate Brown sobre a re-edição e criou uma nova música com Noah Goldstein.
O elenco foi escalado através do site "Let It Cast", que forneceu o texto com uma cena para o teste, os interessados podiam filmar o seu próprio teste e enviar pelo site. Os atores Lindsay Lohan e James Deen foram escolhidos de forma independente deste processo. Pope entrou em contato com o empresário de Lohan e fez o convite para o papel de Cynthia, Lohan respondeu que queria o papel principal. Duas semanas depois, ela fez um teste e foi escolhida.
As filmagens começaram em julho de 2012, no "Chateau Marmont Hotel", em Los Angeles. Muitas cenas foram gravadas em Malibu, na cada do designer Vitus Mataré. Algumas cenas também foram gravadas na Sunset Boulevard, Hollywood e no restaurante Cafe Med do Sunset Plaza, bem como no Palihotel Melrose, e no bar The Churchill do The Orlando Hotel.

## Lançamento
O filme não foi aceito pelo Festival Sundance de Cinema, e também foi rejeitado pelo SXSW, alegando que tinha "problemas de qualidade", o que enfureceu o diretor Paul Schrader. A IFC Films comprou os direitos de distribuição do filme nos cinemas, acompanhada por uma exibição especial na "Film Society of Lincoln Center" em 29 de julho de 2013, com uma sessão de conversa com o diretor Paul Schrader e o crítico de cinema da New York Film Festival e diretor do programa, Kent Jones.
O longa foi exibido no 70th Festival de Veneza. Para divulgar foi destaque na capa de julho/agosto de 2013, da edição da revista "Film Comment", com um artigo central completo sobre a produção do filme. A edição também apresentou um artigo, por Schrader, sobre as dificuldades e méritos de trabalhar com Lindsay Lohan.
Após o lançamento do filme, Schrader acusou Lohan de não apoiar o filme, dizendo que ela tinha se retirado de entrevistas e nunca apareceu para sessões de fotos promocionais. Em um episódio de seu reality show, Lohan alegou que não promoveu The Canyons, especificamente no Festival de Veneza, porque isso teria a colocado em uma situação que comprometeria sua sobriedade.

## Bilheteria
O longa teve seu lançamento limitado, estreando apenas no IFC Center nos EUA, e no Bell Lightbox, em Toronto, Canadá. Arrecadou US$ 13.351 durante o final de semana de estreia. No total arrecadou 56.825 dólares. O filme foi classificado como Rated R (conteúdo sexual forte, incluindo nudez, linguagem depreciativa, cenas sangrentas e uso de drogas).

## Recepção da Crítica
O filme recebeu criticas negativas, no Rotten Tomatoes tem um índice de aprovação de 22% com uma pontuação média de 3,8/10. O consenso diz que o filme "serve como uma nota de rodapé na carreira de Paul Schrader". No Metacritic, que atribui uma classificação de 100 opiniões dos principais críticos, o filme recebeu uma pontuação média de 36, com base em 29 comentários, indicando comentários "geralmente desfavoráveis".

## Prêmios
The Canyons foi exibido no 14th Melbourne Underground Film Festival e ganhou quatro prêmios:
- 'Melhor Atriz' para Lindsay Lohan
- 'Melhor Roteiro' para Bret Easton Ellis
- 'Melhor Diretor Estrangeiro' para Paul Schrader
- 'Melhor Filme Estrangeiro'

Lindsay Lohan foi indicada ao prêmio Framboesa de Ouro de "Pior Atriz de 2013" por seu trabalho no filme. No entanto, perdeu para Tyler Perry por sua performance como "Madea", no filme "A Madea Christmas".

## Trilha Sonora
A trilha sonora do filme foi produzida por Brendan Canning com Me&John, e apresenta canções de Gold Zebra, A Place to Bury Strangers e os Dum Dum Girls. Foi lançado em 30 de julho de 2013, pela gravadora SQE Music.
Faixas:
1. "Canyons Theme"
2. "Without the Night" (com Adaline)
3. "No More Sympathy" (com Rob James)
4. "Back Home to Michigan"
5. "Son of Perdition"
6. "Teil Cock"
7. "Love, French, Better" por Gold Zebra
8. "Soon to Be"
9. "Fear" por A Place to Bury Strangers
10. "This Isn't Good for You"
11. "Driving Sines"
12. "Goddamn So High" (com Adaline)
13. "My Preacher's Daughter" (com Adaline)
14. "Coming Down" por Dum Dum Girls